# История почты и почтовых марок Австралийской антарктической территории
История почты и почтовых марок Австралийской антарктической территории (англ. Australian Antarctic Territory — ААТ) связана с политикой Австралии в отношении этой территории. Австралия выпускает почтовые марки для Австралийской антарктической территории начиная с 1957 года. Все они посвящены антарктической тематике и также пригодны для оплаты почтового сбора на территории Австралии, поэтому на практике это просто австралийские почтовые марки с другой надписью.

## Развитие почты
Австралийский сектор Антарктиды существует с 1933 года, когда Австралия унаследовала его от Великобритании, которая заявила свои права на Землю Виктории в 1841 году, а в 1930 — на Землю Эндерби. При этом с антарктических станций отправляется относительно мало настоящих почтовых отправлений.
Список станций Австралийской антарктической территории
Обновлённый список см. в статье Австралийская антарктическая территория.
- Кейси.
- Дейвис.
- Остров Херд.
- Маккуори.
- Моусон.
- Уилкс[англ.].

Вся почта Австралийской антарктической территории гасится почтовым штемпелем одной из этих станций, хотя, согласно бытующему в настоящее время мнению, конверты первого дня гасятся штемпелем с названием соответствующей станции в Австралийском филателистическом бюро (Australian Philatelic Bureau); не все станции работают в настоящее время и не на всех из них постоянно находится персонал.

## Выпуски почтовых марок

### Первые марки
Первой маркой, выпущенной специально для этой территории, стала двухшиллинговая синяя марка с изображением исследователей и карты Антарктики, как показано на иллюстрации ниже. Она впервые вышла в обращение в Австралии 27 марта 1957 года, а в Антарктике — 11 декабря 1957 года.

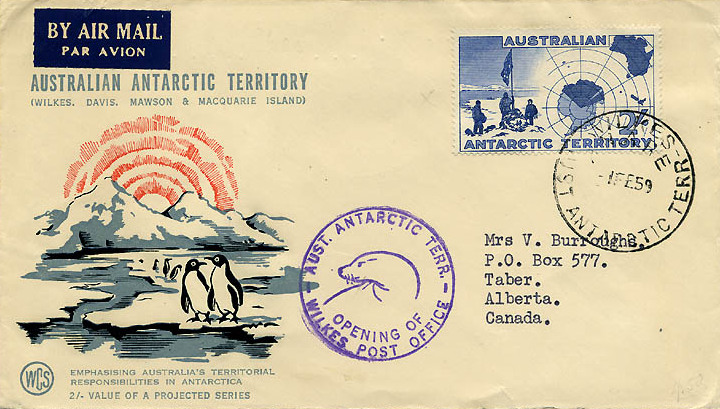
Первая почтовая марка Австралийской антарктической территории 1957 года на авиапочтовом конверте, который был выпущен в 1959 году в честь открытия почтового отделения на Земле Уилкса и имеет оттиски двух почтовых штемпелей — календарного и специального

### Последующие эмиссии
В том же 1957 году появились ещё четыре марки. Эти выпуски не составили единую серию, однако на трёх из пяти марок была запечатлена карта Антарктиды с обозначением ААТ — впоследствии карту больше не изображали на марках ААТ.
К началу 1990-х годов выпуски марок для ААТ стали ежегодными. До 2002 года в обращение поступило сравнительно немного почтовых марок — 118.
Гашёные марки Австралийской антарктической территории обычно помечены почтовыми штемпелями почтовых отделений собственно Австралии либо штемпелями первого дня.